# Plesionika williamsi
Plesionika williamsi är en kräftdjursart som beskrevs av Forest 1964. Plesionika williamsi ingår i släktet Plesionika och familjen Pandalidae. Inga underarter finns listade i Catalogue of Life.